# Arayi
Ara là một đô thị thuộc tỉnh Aragatsotn, Armenia. Dân số ước tính năm 2011 là 645 người.